# Красноярово (Александрово-Заводський район)
Красноя́рово (рос. Красноярово) — село у складі Александрово-Заводського району Забайкальського краю, Росія. Входить до складу Першококуйського сільського поселення.

## Населення
Населення — 153 особи (2010; 180 у 2002).
Національний склад (станом на 2002 рік):
- росіяни — 99 %